# Stamboom Mary van Teck
Dit is de stamboom van Mary van Teck (1867-1953).
| Mary van Teck (1867-1953)                                                         | Mary van Teck (1867-1953)                                                              | Mary van Teck (1867-1953)                                                              | Mary van Teck (1867-1953)                                                              | Mary van Teck (1867-1953)                                                              | Mary van Teck (1867-1953)                                                              | Mary van Teck (1867-1953)                                                              | Mary van Teck (1867-1953)                                                              | Mary van Teck (1867-1953)                                                              | Mary van Teck (1867-1953)                                                              | Mary van Teck (1867-1953)                                                    | Mary van Teck (1867-1953)                                                    | Mary van Teck (1867-1953)                                                    | Mary van Teck (1867-1953)                                                    | Mary van Teck (1867-1953)                                                    | Mary van Teck (1867-1953)                                                    | Mary van Teck (1867-1953)                                                    | Mary van Teck (1867-1953)                                                    | Mary van Teck (1867-1953)                                                    | Mary van Teck (1867-1953)                                                    | Mary van Teck (1867-1953)                                                    | Mary van Teck (1867-1953)                                                    | Mary van Teck (1867-1953)                                                    | Mary van Teck (1867-1953)                                                    | Mary van Teck (1867-1953)                                                    |
| --------------------------------------------------------------------------------- | -------------------------------------------------------------------------------------- | -------------------------------------------------------------------------------------- | -------------------------------------------------------------------------------------- | -------------------------------------------------------------------------------------- | -------------------------------------------------------------------------------------- | -------------------------------------------------------------------------------------- | -------------------------------------------------------------------------------------- | -------------------------------------------------------------------------------------- | -------------------------------------------------------------------------------------- | ---------------------------------------------------------------------------- | ---------------------------------------------------------------------------- | ---------------------------------------------------------------------------- | ---------------------------------------------------------------------------- | ---------------------------------------------------------------------------- | ---------------------------------------------------------------------------- | ---------------------------------------------------------------------------- | ---------------------------------------------------------------------------- | ---------------------------------------------------------------------------- | ---------------------------------------------------------------------------- | ---------------------------------------------------------------------------- | ---------------------------------------------------------------------------- | ---------------------------------------------------------------------------- | ---------------------------------------------------------------------------- | ---------------------------------------------------------------------------- |
| Grootouders                                                                       | Alexander van Württemberg (1804-1885) x 1835 Claudine Rhédey van Kis-Rhéde (1812-1841) | Alexander van Württemberg (1804-1885) x 1835 Claudine Rhédey van Kis-Rhéde (1812-1841) | Alexander van Württemberg (1804-1885) x 1835 Claudine Rhédey van Kis-Rhéde (1812-1841) | Alexander van Württemberg (1804-1885) x 1835 Claudine Rhédey van Kis-Rhéde (1812-1841) | Alexander van Württemberg (1804-1885) x 1835 Claudine Rhédey van Kis-Rhéde (1812-1841) | Alexander van Württemberg (1804-1885) x 1835 Claudine Rhédey van Kis-Rhéde (1812-1841) | Alexander van Württemberg (1804-1885) x 1835 Claudine Rhédey van Kis-Rhéde (1812-1841) | Alexander van Württemberg (1804-1885) x 1835 Claudine Rhédey van Kis-Rhéde (1812-1841) | Alexander van Württemberg (1804-1885) x 1835 Claudine Rhédey van Kis-Rhéde (1812-1841) | Adolf van Cambridge (1774-1850) x 1818 Augusta van Hessen-Kassel (1797-1889) | Adolf van Cambridge (1774-1850) x 1818 Augusta van Hessen-Kassel (1797-1889) | Adolf van Cambridge (1774-1850) x 1818 Augusta van Hessen-Kassel (1797-1889) | Adolf van Cambridge (1774-1850) x 1818 Augusta van Hessen-Kassel (1797-1889) | Adolf van Cambridge (1774-1850) x 1818 Augusta van Hessen-Kassel (1797-1889) | Adolf van Cambridge (1774-1850) x 1818 Augusta van Hessen-Kassel (1797-1889) | Adolf van Cambridge (1774-1850) x 1818 Augusta van Hessen-Kassel (1797-1889) | Adolf van Cambridge (1774-1850) x 1818 Augusta van Hessen-Kassel (1797-1889) | Adolf van Cambridge (1774-1850) x 1818 Augusta van Hessen-Kassel (1797-1889) | Adolf van Cambridge (1774-1850) x 1818 Augusta van Hessen-Kassel (1797-1889) | Adolf van Cambridge (1774-1850) x 1818 Augusta van Hessen-Kassel (1797-1889) | Adolf van Cambridge (1774-1850) x 1818 Augusta van Hessen-Kassel (1797-1889) | Adolf van Cambridge (1774-1850) x 1818 Augusta van Hessen-Kassel (1797-1889) | Adolf van Cambridge (1774-1850) x 1818 Augusta van Hessen-Kassel (1797-1889) | Adolf van Cambridge (1774-1850) x 1818 Augusta van Hessen-Kassel (1797-1889) |
| Ouders                                                                            | Frans van Teck (1837-1900) x 1866 Maria Adelheid van Cambridge (1833-1897)             | Frans van Teck (1837-1900) x 1866 Maria Adelheid van Cambridge (1833-1897)             | Frans van Teck (1837-1900) x 1866 Maria Adelheid van Cambridge (1833-1897)             | Frans van Teck (1837-1900) x 1866 Maria Adelheid van Cambridge (1833-1897)             | Frans van Teck (1837-1900) x 1866 Maria Adelheid van Cambridge (1833-1897)             | Frans van Teck (1837-1900) x 1866 Maria Adelheid van Cambridge (1833-1897)             | Frans van Teck (1837-1900) x 1866 Maria Adelheid van Cambridge (1833-1897)             | Frans van Teck (1837-1900) x 1866 Maria Adelheid van Cambridge (1833-1897)             | Frans van Teck (1837-1900) x 1866 Maria Adelheid van Cambridge (1833-1897)             | Frans van Teck (1837-1900) x 1866 Maria Adelheid van Cambridge (1833-1897)   | Frans van Teck (1837-1900) x 1866 Maria Adelheid van Cambridge (1833-1897)   | Frans van Teck (1837-1900) x 1866 Maria Adelheid van Cambridge (1833-1897)   | Frans van Teck (1837-1900) x 1866 Maria Adelheid van Cambridge (1833-1897)   | Frans van Teck (1837-1900) x 1866 Maria Adelheid van Cambridge (1833-1897)   | Frans van Teck (1837-1900) x 1866 Maria Adelheid van Cambridge (1833-1897)   | Frans van Teck (1837-1900) x 1866 Maria Adelheid van Cambridge (1833-1897)   | Frans van Teck (1837-1900) x 1866 Maria Adelheid van Cambridge (1833-1897)   | Frans van Teck (1837-1900) x 1866 Maria Adelheid van Cambridge (1833-1897)   | Frans van Teck (1837-1900) x 1866 Maria Adelheid van Cambridge (1833-1897)   | Frans van Teck (1837-1900) x 1866 Maria Adelheid van Cambridge (1833-1897)   | Frans van Teck (1837-1900) x 1866 Maria Adelheid van Cambridge (1833-1897)   | Frans van Teck (1837-1900) x 1866 Maria Adelheid van Cambridge (1833-1897)   | Frans van Teck (1837-1900) x 1866 Maria Adelheid van Cambridge (1833-1897)   | Frans van Teck (1837-1900) x 1866 Maria Adelheid van Cambridge (1833-1897)   |
| Mary van Teck (1867-1953) x 1893 George V van het Verenigd Koninkrijk (1865-1936) |                                                                                        |                                                                                        |                                                                                        |                                                                                        |                                                                                        |                                                                                        |                                                                                        |                                                                                        |                                                                                        |                                                                              |                                                                              |                                                                              |                                                                              |                                                                              |                                                                              |                                                                              |                                                                              |                                                                              |                                                                              |                                                                              |                                                                              |                                                                              |                                                                              |                                                                              |
| Kinderen                                                                          | David (1894-1972) Koning Eduard VIII x 1937 Wallis Simpson (1896-1986)                 | David (1894-1972) Koning Eduard VIII x 1937 Wallis Simpson (1896-1986)                 | Albert (1895-1952) Koning George VI x 1923 Elizabeth Bowes-Lyon (1900-2002)            | Albert (1895-1952) Koning George VI x 1923 Elizabeth Bowes-Lyon (1900-2002)            | Albert (1895-1952) Koning George VI x 1923 Elizabeth Bowes-Lyon (1900-2002)            | Albert (1895-1952) Koning George VI x 1923 Elizabeth Bowes-Lyon (1900-2002)            | Mary (1897-1965) x 1922 Henry Lascelles (1882-1947)                                    | Mary (1897-1965) x 1922 Henry Lascelles (1882-1947)                                    | Mary (1897-1965) x 1922 Henry Lascelles (1882-1947)                                    | Mary (1897-1965) x 1922 Henry Lascelles (1882-1947)                          | Henry (1900-1974) x 1935 Alice Christabel Montagu-Douglas-Scott (1901-2004)  | Henry (1900-1974) x 1935 Alice Christabel Montagu-Douglas-Scott (1901-2004)  | Henry (1900-1974) x 1935 Alice Christabel Montagu-Douglas-Scott (1901-2004)  | Henry (1900-1974) x 1935 Alice Christabel Montagu-Douglas-Scott (1901-2004)  | George (1902-1942) x 1934 Marina van Griekenland en Denemarken (1906-1968)   | George (1902-1942) x 1934 Marina van Griekenland en Denemarken (1906-1968)   | George (1902-1942) x 1934 Marina van Griekenland en Denemarken (1906-1968)   | George (1902-1942) x 1934 Marina van Griekenland en Denemarken (1906-1968)   | George (1902-1942) x 1934 Marina van Griekenland en Denemarken (1906-1968)   | George (1902-1942) x 1934 Marina van Griekenland en Denemarken (1906-1968)   | John (1905-1919)                                                             | John (1905-1919)                                                             |                                                                              |                                                                              |
| Kleinkinderen                                                                     | -                                                                                      | -                                                                                      | Elizabeth II (1926-2022) x 1947 Philip Mountbatten (1921-2021)                         | Elizabeth II (1926-2022) x 1947 Philip Mountbatten (1921-2021)                         | Margaret (1930-2002) x 1960 Antony Armstrong-Jones(1930-2017)                          | Margaret (1930-2002) x 1960 Antony Armstrong-Jones(1930-2017)                          | George(1923-2011)                                                                      | George(1923-2011)                                                                      | Gerald (1924-1998)                                                                     | Gerald (1924-1998)                                                           | William (1941-1972)                                                          | William (1941-1972)                                                          | Richard (1944) x 1972 Birgitte van Deurs (1946)                              | Richard (1944) x 1972 Birgitte van Deurs (1946)                              | Edward (1935) x 1961 Katharine Worsley (1933)                                | Edward (1935) x 1961 Katharine Worsley (1933)                                | Alexandra (1936) x 1963 Angus Ogilvy (1928-2004)                             | Alexandra (1936) x 1963 Angus Ogilvy (1928-2004)                             | Michael (1942) x 1978 Marie Christine von Reibnitz (1945)                    | Michael (1942) x 1978 Marie Christine von Reibnitz (1945)                    | -                                                                            | -                                                                            |                                                                              |                                                                              |
| Kleinkinderen                                                                     | -                                                                                      | -                                                                                      | Elizabeth II (1926-2022) x 1947 Philip Mountbatten (1921-2021)                         | Elizabeth II (1926-2022) x 1947 Philip Mountbatten (1921-2021)                         | Margaret (1930-2002) x 1960 Antony Armstrong-Jones(1930-2017)                          | Margaret (1930-2002) x 1960 Antony Armstrong-Jones(1930-2017)                          | x 1949 Marion Stein (1926-2014)                                                        | x 1967 Patricia Tuckwell (1926)                                                        | x 1952 Angela Estree Dowding (1919-2007)                                               | x 1978 Elizabeth Evelyn Collingwood (1924-2006)                              | William (1941-1972)                                                          | William (1941-1972)                                                          | Richard (1944) x 1972 Birgitte van Deurs (1946)                              | Richard (1944) x 1972 Birgitte van Deurs (1946)                              | Edward (1935) x 1961 Katharine Worsley (1933)                                | Edward (1935) x 1961 Katharine Worsley (1933)                                | Alexandra (1936) x 1963 Angus Ogilvy (1928-2004)                             | Alexandra (1936) x 1963 Angus Ogilvy (1928-2004)                             | Michael (1942) x 1978 Marie Christine von Reibnitz (1945)                    | Michael (1942) x 1978 Marie Christine von Reibnitz (1945)                    | -                                                                            | -                                                                            |                                                                              |                                                                              |
| Achterkleinkinderen                                                               | -                                                                                      | -                                                                                      | Charles (1948) Anne (1950) Andrew (1960) Edward (1964)                                 | Charles (1948) Anne (1950) Andrew (1960) Edward (1964)                                 | David (1961) Sarah (1964)                                                              | David (1961) Sarah (1964)                                                              | David (1950) James (1953) Jeremy (1955)                                                | Mark (1965)                                                                            | Henry Ulick (1953)                                                                     | Martin David (1962)                                                          | -                                                                            | -                                                                            | Alexander (1974) Davina (1977) Rose (1980)                                   | Alexander (1974) Davina (1977) Rose (1980)                                   | George (1962) Helen (1964) Nicholas (1970) Doodgeboren kind (1977)           | George (1962) Helen (1964) Nicholas (1970) Doodgeboren kind (1977)           | James (1964) Marina (1966)                                                   | James (1964) Marina (1966)                                                   | Frederick (1979) Gabriella (1981)                                            | Frederick (1979) Gabriella (1981)                                            | -                                                                            | -                                                                            |                                                                              |                                                                              |